# Ausbreitung (Biologie)
Die Ausbreitung bezeichnet in der Biologie, darin speziell der Theoretischen Biologie und Ökologie, alle qualitativen und quantitativen Veränderungen der räumlichen Ausbreitung biologischer Entitäten. Beispiele sind etwa die Ausbreitung von Art-Populationen P und Allelen.
Die auf Populationsebene ungerichtete Form der Ausbreitung, die in vielen biologischen Systemen zu finden ist, schreiben Biologen oft etwas vereinfachend im eindimensionalen Fall in der Form:
{\displaystyle {\frac {\partial P}{\partial t}}=D{\frac {\partial ^{2}P}{\partial x^{2}}}+aP}.
Dabei ist P eine Funktion von Zeit und Raum und der zur klassischen Diffusionsgleichung addierte Ausdruck {\displaystyle aP} quantifiziert die lokale Entstehung von Art-Individuen oder auch die Entstehung von Allelen durch Mutation.

## Fachrichtungen
Speziell die Ausbreitung von Arten untersucht ebenfalls die Biogeographie. Diese wird durch verschiedene Umweltfaktoren bestimmt und gehört zur realisierten ökologischen Nische der Art.  Dies führt zu einer Sukzession (Abfolge von Gesellschaften in mehr oder weniger langen Zeiträumen). Diese wird von der Chorologie dokumentiert.
Die Geobotanik untersucht die Vegetationsdynamik: Pflanzen haben eine Vielzahl von Ausbreitungsmechanismen entwickelt, die es ihnen ermöglichen, ihre Samen zum Teil über weite Strecken zu verteilen (Samenausbreitung) oder lebensfähige Pflanzenteile abzusondern (Vegetative Vermehrung).
Die Geozoologie beschäftigt sich mit der Tierwelt. Eine Sonderform der Ausbreitung bei Tieren ist die Tierwanderung.
Die historische Entwicklung der Ausbreitung untersuchen die Paläobotanik und, in historischen Zeiträumen in Zusammenhang mit menschlicher Siedlungsgeschichte, die Paläoethnobotanik.

## Neubesiedelung
Das Eindringen einer Art in ein nicht angestammtes Ökosystem bezeichnet man in der Invasionsbiologie als Biologische Invasion.
Im Sinne einer Besiedlung eines neuen Ökotops ist auch die Ausbreitung biogener Seuchen zu verstehen, wie sie die Epidemiologie untersucht.